# Superstição no Brasil (livro)
Superstição no Brasil é um livro de autoria do advogado e historiador brasileiro Câmara Cascudo publicado pela primeira vez no ano de 1985.

## Obra
A obra de Câmara Cascudo é conhecida por ser um pesquisador e etnógrafo de peso com vasta contribuição sobre o folclore brasileiro. Publicado pela primeira vez no ano de 1985, período que o país vivia a transição da Ditadura militar para a o regime democrático. O livro trata-se da junção de três livros de autoria de  Cascudo que de alguma maneira dialogam com o assunto de superstições, Anúbis e Outros Ensaios (1951), Superstições e Costumes (1958) e Religião no Povo (1974).
Neste livro, Cascudo trata de diversos aspectos da religião na vida social do Brasil. A junção de destes três livros, também consegue-se perceber o árduo trabalho de anos de pesquisa e uma vida de dedicação por parte de Cascudo - Religião no Povo e Anúbis e Outros Ensaios possuem vinte e três anos de diferença de publicação - e suas percepções em torno do assunto da religião.
Por diversos pesquisadores das mais diversas áreas das ciências humanas, o livro é considerado um dos pilares nos estudos da religiosidade no Brasil.

## Publicações
O livro foi publicado pela primeira vez no ano de 1985, na capital mineira de Belo Horizonte pela Editora Itatiaia. Nas últimas décadas, o livro foi republicado diversas vezes, no país. A publicação mais recente do livro foi feita no ano de 2015, pela Global Editora.